# Declan Rice
Declan Rice (* 14. Januar 1999 in London) ist ein englisch-irischer Fußballspieler. Der defensive Mittelfeldspieler ist seit 2023 für den englischen Erstligisten FC Arsenal aktiv. Er lief 2018 in drei Spielen für die irische Nationalmannschaft auf. Seit 2019 ist er englischer Nationalspieler.

## Vereinskarriere

### Jugendzeit
Declan Rice wurde im Stadtbezirk Kingston upon Thames im Südwesten Londons geboren und wuchs dort auf. Seine Großeltern väterlicherseits stammten aus dem irischen Cork. 2006 trat er als Siebenjähriger in seiner Heimatstadt in die Akademie des FC Chelsea ein. Acht Jahre später wechselte er in jene des Stadtrivalen West Ham United.

### West Ham United

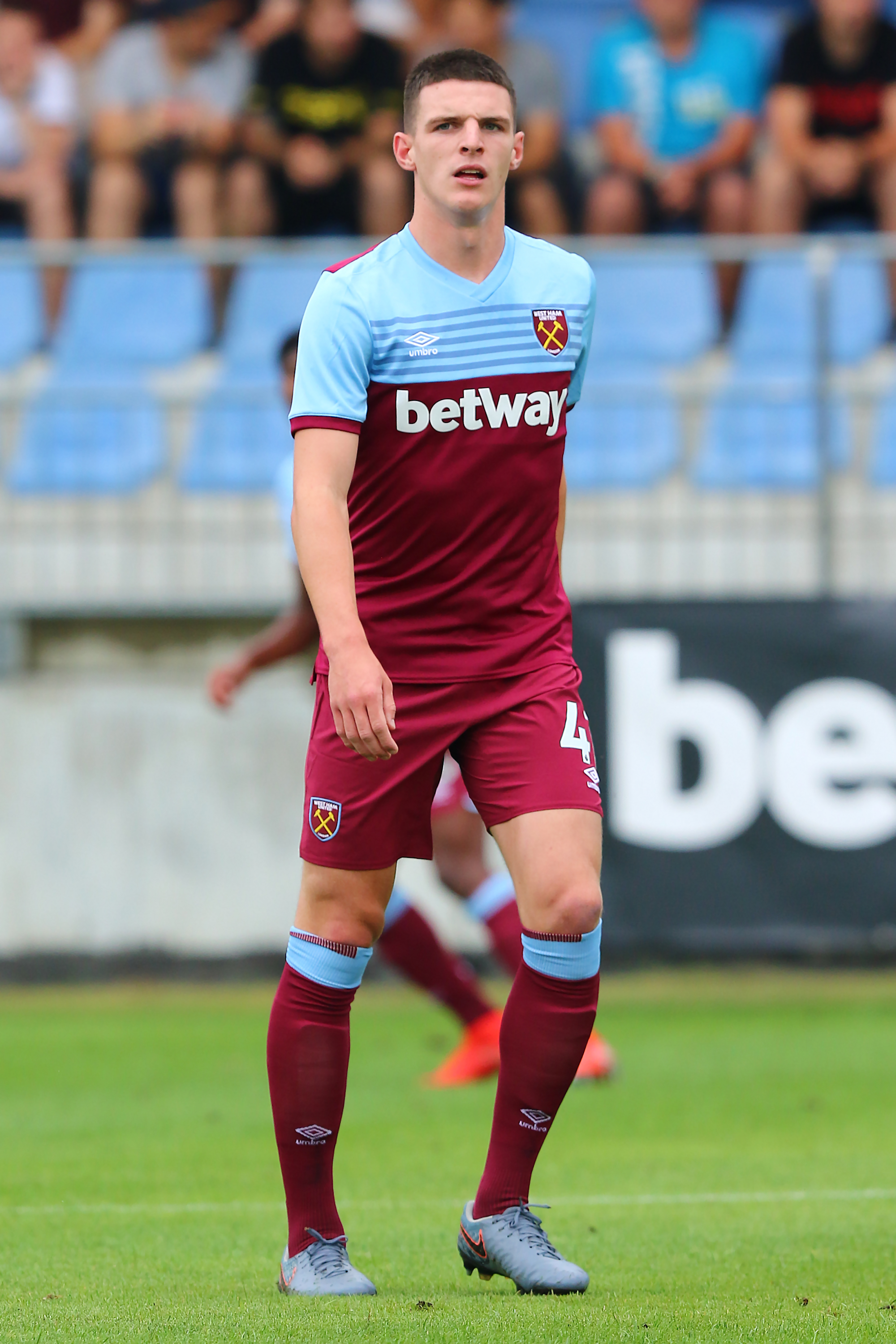
Rice bei West Ham United (2019)

Zwei Jahre nach seinem Wechsel wurde er erstmals in der zweiten Mannschaft des Vereins eingesetzt, als er am 13. August 2016 in der Auswärtspartie bei der U23 von Stoke City in der Startformation aufgeboten wurde. Noch in derselben Saison kam er zu seinem Debüt im Profifußball durch eine Einwechslung am 21. Mai 2017 (38. Spieltag) in der Nachspielzeit der Ligapartie beim FC Burnley. Während der Rückrunde der Saison 2017/18 erkämpfte er sich einen Stammplatz, in der darauffolgenden Saison gelang Declan Rice der Durchbruch. Am 22. Dezember 2018 machte er sein 50. Spiel für West Ham und war damit der erste Spieler seit Michael Carrick, der dies noch als Jugendlicher tat. Am 28. Dezember 2018 unterschrieb Rice einen neuen Vertrag bis 2024 mit der Option auf ein weiteres Jahr. Am 12. Januar 2019 erzielte Rice sein erstes Tor für West Ham und wurde beim 1:0-Sieg gegen Arsenal zum Man of the Match gewählt. Am 20. April 2019 wurde Rice auf die Shortlist für die Auszeichnung PFA Young Player of The Year gesetzt, die schließlich am 28. April an Rices englischen Teamkollegen Raheem Sterling vergeben wurde. In der Saison 2019–20 spielte Rice in allen 38 Ligaspielen für West Ham und absolvierte 37 davon über die volle Distanz. Er war in der Premier League unter den fünf besten Spielern für Tacklings und Balleroberungen und führte West Hams Spieler in beiden Kategorien an. Außerdem machte er mehr Pässe als jeder andere West-Ham-Spieler. Er wurde zum „Hammer of the Year“, West Ham Uniteds vereinsinterner Spieler des Jahres, gewählt.

### FC Arsenal
Zur Saison 2023/24 wechselte Rice innerhalb Londons zum FC Arsenal. Medienberichten zufolge betrug die Ablöse 105 Millionen Pfund Sterling (rund 122 Millionen Euro), womit er zu einem der teuersten Transfers der Fußballgeschichte wurde.

## Nationalmannschaft

### Irland
Obwohl er in London geboren ist, war Rice für Irland spielberechtigt, da seine Großeltern aus Cork stammen. Am 19. März 2017 wurde er zum U17-Spieler des Jahres in Irland gewählt. Am 23. Mai, nur wenige Tage nach seinem Debüt in der Premier League, wurde Rice in den Kader Irlands für die Freundschaftsspiele gegen Mexiko und Uruguay sowie für das WM-Qualifikationsspiel gegen Österreich berufen. Sein Debüt in der A-Nationalmannschaft gab er erst am 23. März 2018 bei der 0:1-Niederlage gegen die Türkei.
Im August 2018 wurde Rice von Manager Martin O’Neill aus dem Kader für das Spiel gegen Wales gestrichen. Der Trainer sagte, dass Rice darüber nachdenke, für England zu spielen, nachdem er vom englischen Verband darauf angesprochen worden war. Im November 2018, nachdem er aus drei von O’Neill ausgewählten Kadern gestrichen worden war, sagte Rice, dass er nicht weiter in der Entscheidungsfindung sei, ob er für Irland oder England spielen wolle. Im Dezember 2018 traf sich Rice mit dem neuen irischen Nationaltrainer, Mick McCarthy, und seinem Assistenten, Robbie Keane. McCarthy sagte, dass Rice ein potenzieller zukünftiger Kapitän von Irland sei und dass er das Team um Rice herum aufbauen würde, sollte er sich entscheiden, für das Land zu spielen.

### England
Am 13. Februar 2019 erklärte Rice, zukünftig für die englische Nationalmannschaft auflaufen zu wollen. Am 5. März 2019 wurde sein Wechsel von der FIFA bestätigt. Am 13. März 2019 wurde er von England für die anstehenden Qualifikationsspiele zur EM 2020 gegen Tschechien und Montenegro einberufen. Er debütierte beim 5:0-Heimerfolg über Tschechien am 22. März 2019, als er in der 63. Minute eingewechselt wurde. Am 25. März stellte Englands Nationaltrainer Gareth Southgate Rice beim 5:1-Sieg gegen Montenegro erstmals in der Startelf auf. Seitdem kommt er regelmäßig zum Einsatz und erzielte am 18. November 2020 beim 4:0-Sieg im Wembley-Stadion gegen Island in der UEFA Nations League sein erstes Tor für die Three Lions. Im September 2019 sagte Rice, dass er online Morddrohungen erhalten habe, nachdem er den Verband vom irischen zum englischen gewechselt hätte. Er war der erste Spieler, der für beide Länder spielte, seit Jack Reynolds in den 1890er Jahren.
2021 wurde Rice in den englischen Kader für die Fußball-Europameisterschaft berufen, der das Finale gegen Italien im Elfmeterschießen im heimischen Wembley-Stadion verlor.
2022 wurde er in den englischen Kader für die Fußball-WM in Katar berufen.

## Titel
- UEFA-Europa-Conference-League-Sieger: 2023